# Hôtel de ville d'Épinay-sur-Seine
L'hôtel de ville d'Épinay-sur-Seine, ville française du département de la Seine-Saint-Denis en région Île-de-France, est situé rue Quétigny. Il est inscrit sur la liste des monuments architecturaux de France au titre des Monuments historiques depuis 1987.

## Historique

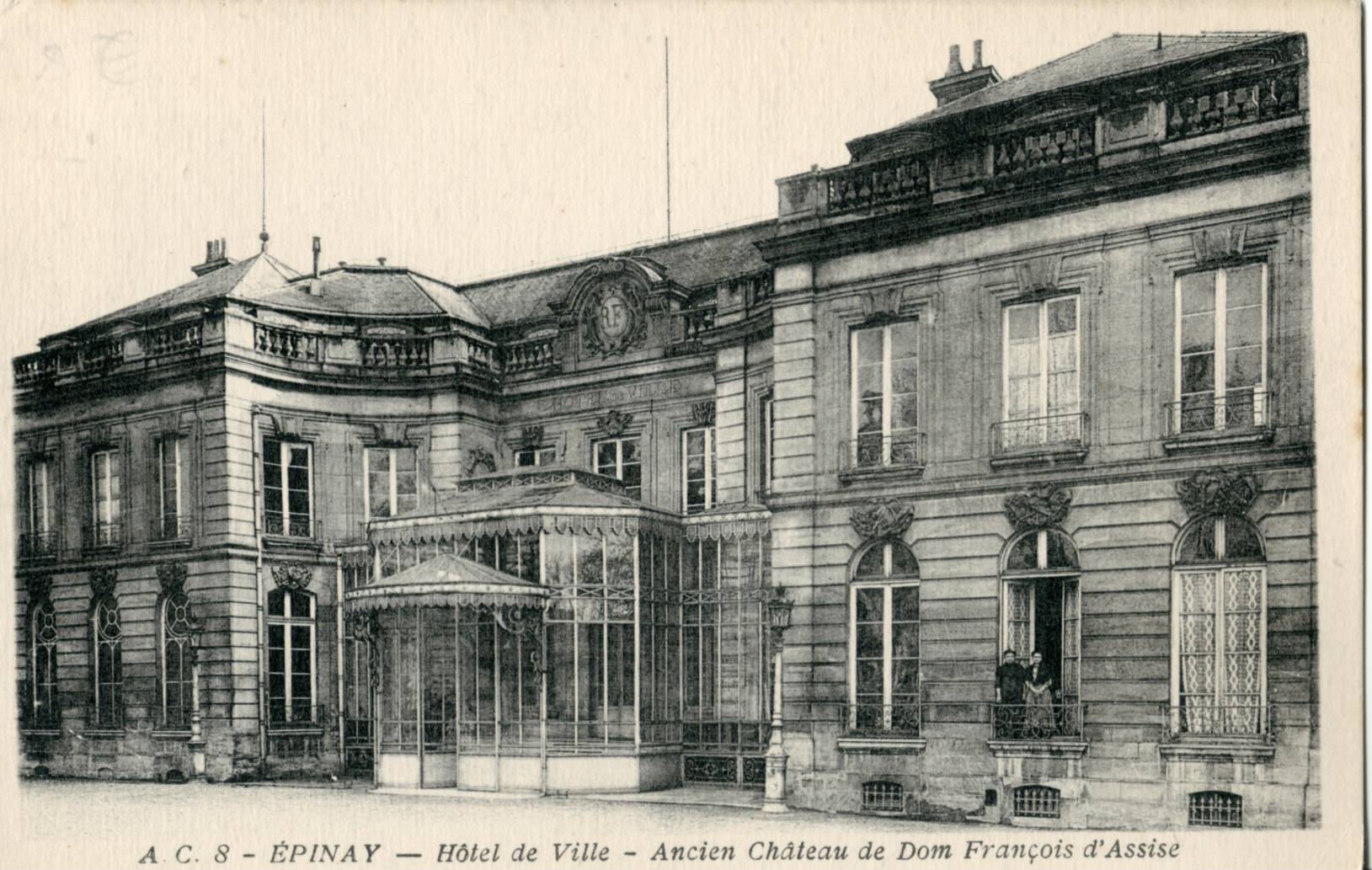
Épinay - hôtel de ville.

Une demeure à cet endroit est mentionnée dès 1306. En 1755, elle fut acquise par le marquis du Terrail, fils d’un riche financier. Il le transforma en "folie", maison de campagne d’une grande élégance[réf. souhaitée].
Il passa ensuite de main en main, devenant notamment la propriété de Gian Battista Sommariva et du général tunisien Mahmoud Ben Ayed.
De 1881 à 1889, sous la direction de l'architecte William Bouwens van der Boijen, d'importantes rénovations ont eu lieu pour le nouveau propriétaire François d'Assise de Bourbon, roi-consort d'Espagne de 1846 à 1868, qui vécut ici en exil. 
Après la mort du roi François d'Assise de Bourbon en 1902, la municipalité acheta le bâtiment en 1906 pour y installer l'administration. La salle de bal fut réaménagée en 1911. De nombreux détails de l'intérieur de l'ancienne maison furent conservés.

## Description
Le château, bâtiment de deux étages, est entouré d'un parc qui offre une vue sur la Seine.